# Femme aux yeux bleus
Femme aux yeux bleus est un tableau peint par Amedeo Modigliani vers 1918. Cette huile sur toile est le portrait d'une femme qui pourrait être Jeanne Hébuterne. Elle est conservée au musée d'Art moderne de Paris, à Paris.